# Klaus Stachelberger
Klaus Stachelberger (* 5. Juni 1975) ist ein ehemaliger österreichischer Handballspieler.
Der 1,79 Meter große und 83 Kilogramm schwere Außenspieler stand beim HC Linz AG unter Vertrag, dessen erfolgreichster Torschütze (1434 Tore in zehn Spielsaisonen) er ist. Nach der Saison 2008/2009 beendete er seine Karriere, trat aber weiter in einigen Spielen für seinen alten Verein an.
Mit Linz spielte Klaus Stachelberger im EHF-Pokal (2000, 2003, 2004).